# Bükk (növénynemzetség)

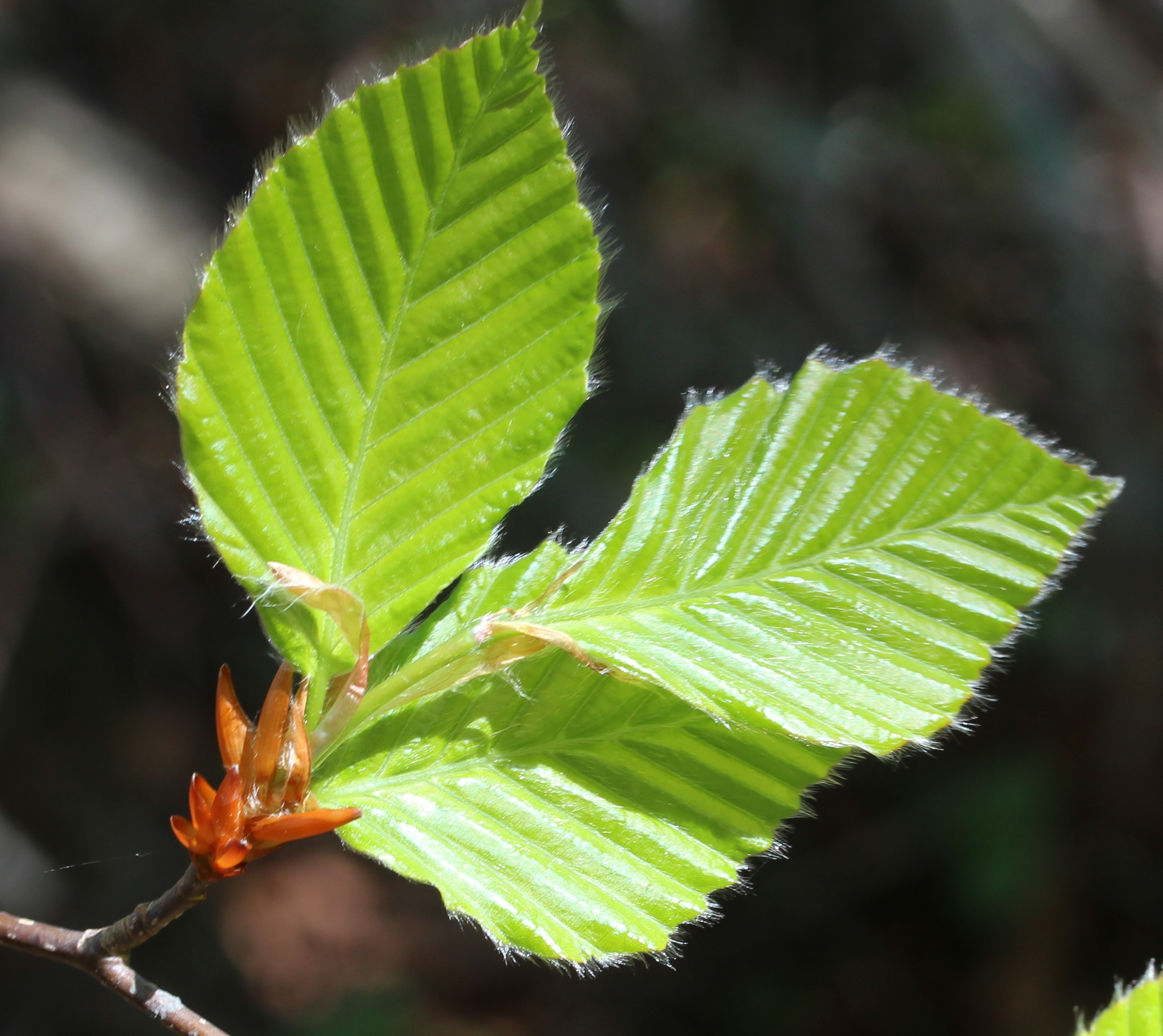
Japán fehér bükk (Fagus crenata) fiatal leveleinek színe

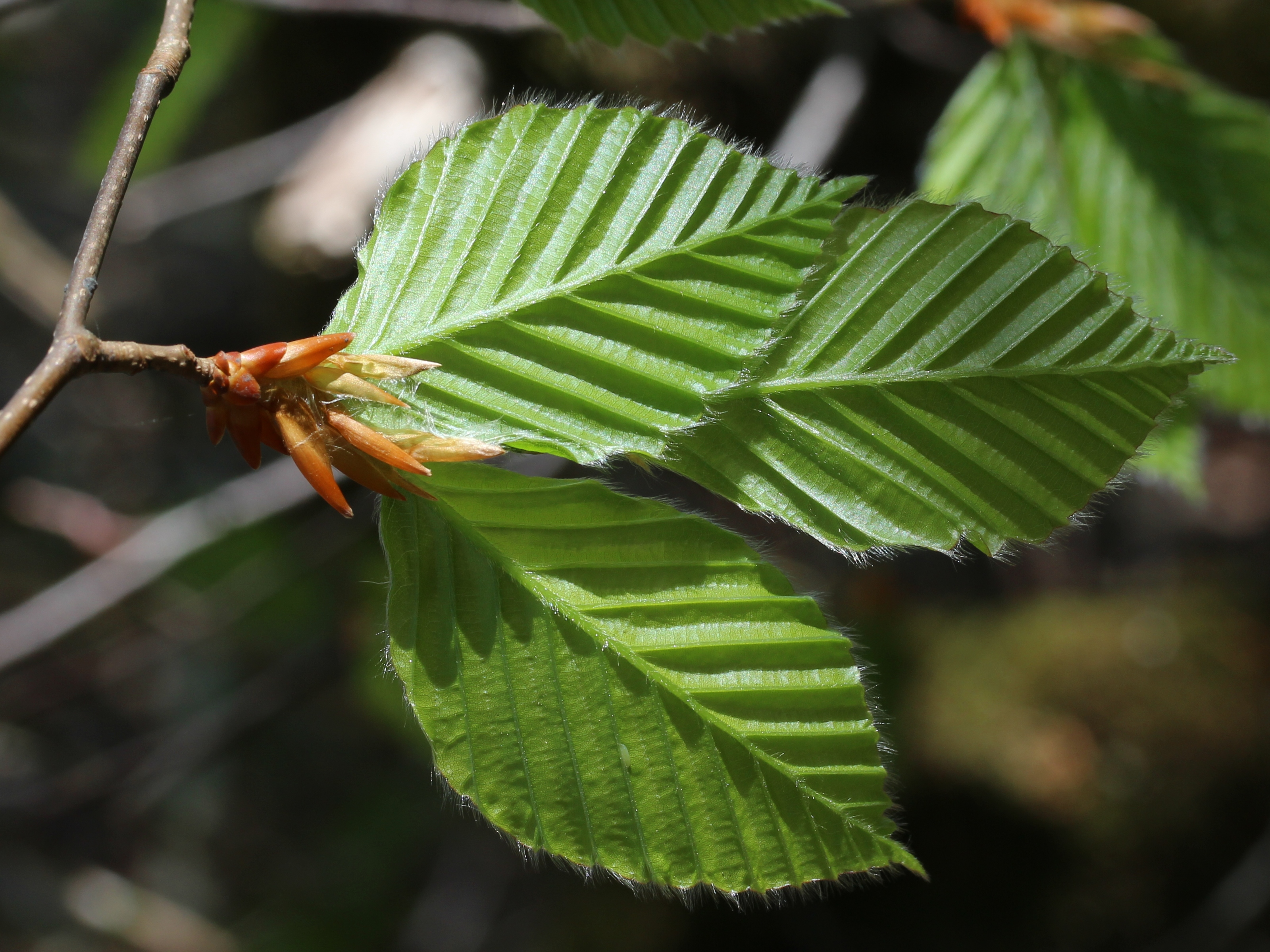
Japán fehér bükk (Fagus crenata) fiatal leveleinek fonáka

A bükk vagy bükkfa (Fagus) a bükkfafélék (Fagaceae) család névadó nemzetsége, 8-10 fajjal. Régies nevei: bikk, bikkfa.

## Elterjedése, élőhelye
Alapvetően holarktikus, az északi mérsékelt öv lombhullató erdeiben elterjedt nemzetség; a közönséges bükk (Fagus sylvatica) a Magyar-középhegységben 600 m fölött zonális bükkös erdőtársulások meghatározó fája.

## Megjelenése, felépítése
Koronája szétterülő; magányosan szabályos gömb alakúvá fejlődik, erdőben hengeres. Törzse sima, szürke.
Fényes, zöld levelei kétoldalt szórtan állnak.
Jelentéktelen külsejű, egyivarú virágai barkákba állnak össze; a porzós virágzat fejecskeszerű, a termősek párosával fejlődnek.
Rügyei hegyesek, elállóak, orsó alakúak, 2 cm körüli hosszúságúak, színük fahéjbarna.
Termése fásodott, tüskés, háromélű, kupacsba zárt, négy kopáccsal nyíló makk; mivel a tölgy makkjánál kisebb, ezért gyakorta makkocskának nevezik.
A bükkmakk ehető, és elég magas zsírtartalmának köszönhetően étolaj préselhető belőle. Fogyasztása nagy mennyiségben nem ajánlott a mérgező fagin tartalma miatt.

## Életmódja
Lombhullató, 35–40 m magasra növő fa. Az elegyetlen bükkösök lombkoronája rendkívül zárt, emiatt cserje- és gyepszintjük is fejletlen. Virágait a szél porozza be.

## Felhasználása
Sokféleképpen hasznosítható, jól alakítható keményfa. Az egyenes szálú, nagy átmérőjű rönkökből sokféle félkésztermék állítható elő. Minden szerszámmal jól megmunkálható: késeléssel, hámozással furnér készíthető belőle. Gőzöléssel jól hajlítható, a hajlított (például thonet) bútorok gyártásának legfontosabb alapanyaga. Gőzölés nélkül könnyen vetemedik. Nem időjárásálló; külső térben gombák és rovarok is károsíthatják. Rajzolata jellegtelen, ezért felületét gyakran páccal, színezéssel, festéssel kezelik. Papír, farost, faszén és berimbau gyártására/készítésére is kiválóan alkalmas. Magas hőmérsékleten ég, a régi fazekasság kedvenc tüzelőanyaga volt.

## További információk

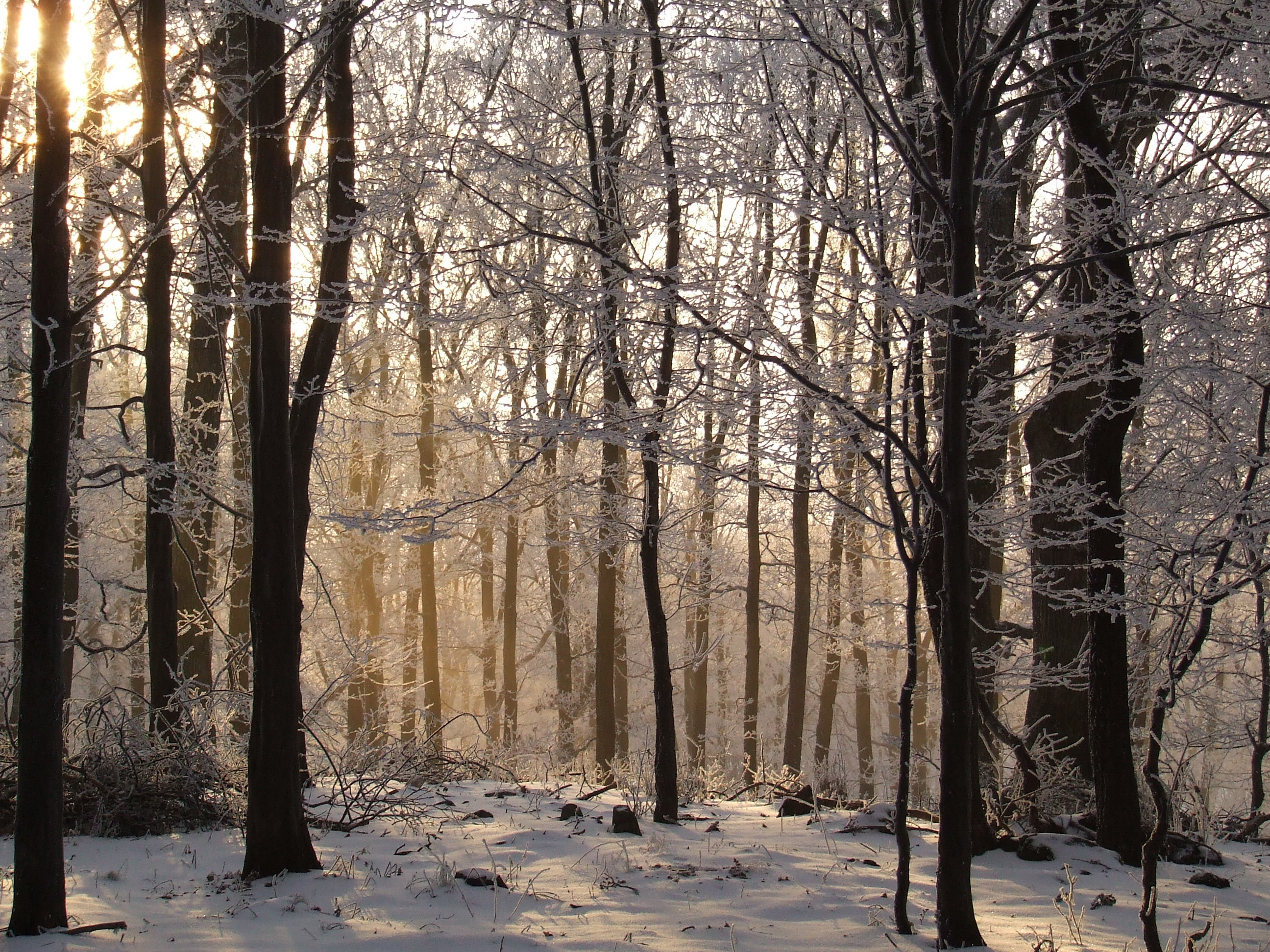
Téli bükkös a Mátrában